# Hook Me Up
Hook Me Up es el segundo álbum del dúo australiano The Veronicas. Fue lanzado por Warner Bros. el 3 de noviembre de 2007 en Australia.
El álbum alcanzó la posición #2 en Australia y fue certificado como 2x Platino (+140 000 copias vendidas).
Hasta ahora, han sido lanzados cinco singles. Hook Me Up llegó al #1 en la lista de sencillos más vendidos de la ARIA teniendo un éxito increíble y siendo el sencillo más exitoso de The Veronicas en su país. Su siguiente sencillo, Untouched llegó al igual que 4ever ocupar el número 2. This Love es el tercer y más reciente sencillo, lanzado en  marzo de 2008.

## Lista de canciones
1. . "Untouched" (Toby Gad, Jessica Origliasso, Lisa Origliasso) – 4:14
2. . "Hook Me Up" (Origliasso, Origliasso, Shelly Peiken, Greg Wells) – 2:56
3. . "This Is How It Feels" (Gad, Origliasso, Origliasso) – 4:11
4. . "This Love" (Gad, Kesha Serbet) – 2:59
5. . "I Can't Stay Away" (Josh Alexander, Billy Steinberg) – 3:26
6. . "Take Me On The Floor" (Gad, Origliasso, Origliasso) – 3:30
7. . "I Don't Wanna Wait" (John Feldman, Origliasso, Origliasso) – 2:59
8. . "Popular" (Beni Barca, Gad, Origliasso, Origliasso) – 2:44
9. . "Revenge Is Sweeter [Than You Ever Were]" (Gad, Origliasso, Origliasso) – 3:43
10. . "Someone Wake Me Up" (Alexander, Origliasso, Origliasso, Steinberg) – 3:35
11. . "All I Have" (Gad, Origliasso, Origliasso) – 3:14
12. . "In Another Life" (Gad, Origliasso, Origliasso) – 3:47

B-Sides  
1. ."Everything"
2. ."Insomnia"
3. ."Hollywood"
4. ."Don't Say Goodbye"

## Posiciones en las listas
| Listas (2007)                | Posición |
| ---------------------------- | -------- |
| Australia ARIA Top 50 Albums | 2        |
| USA Billboard Hot 100        | 6        |

## Sencillos
- Hook Me Up
- Untouched
- This Love
- Take Me On The Floor